# Don't Wanna Go Home
Don't Wanna Go Home is de eerste single van het tweede album van Jason Derülo, Future History. De single werd uitgegeven in mei 2011. Twee weken ervoor was er al een voorproefje van 30 seconden van te horen op Derülo's YouTubepagina.
Het behaalde in vele hitlijsten de nummer 1.

## Clip
De videoclip werd opgenomen in een leegstand pand. Derülo danst met zijn clichématige passen. Aan het begin zit hij in een zetel met vrouwen. Hij zingt a capella. Dan begint de video.

## Single

### Tracklist
- Digital download

1. "Don't Wanna Go Home" – 3:25

- UK Digital EP

1. "Don't Wanna Go Home" – 3:25
2. "Don't Wanna Go Home" (Club Junkies Club Mix) – 7:07
3. "Don't Wanna Go Home" (Club Junkies Radio Mix) – 3:42
4. "Don't Wanna Go Home" (7th Heaven Remix & Production Club Mix) – 7:54
5. "Don't Wanna Go Home" (7th Heaven Radio Edit) – 4:04

## Hitnoteringen

### Nederlandse Top 40
| Hitnotering: 09-07-2011 t/m 08-10-2011 | Hitnotering: 09-07-2011 t/m 08-10-2011 | Hitnotering: 09-07-2011 t/m 08-10-2011 | Hitnotering: 09-07-2011 t/m 08-10-2011 | Hitnotering: 09-07-2011 t/m 08-10-2011 | Hitnotering: 09-07-2011 t/m 08-10-2011 | Hitnotering: 09-07-2011 t/m 08-10-2011 | Hitnotering: 09-07-2011 t/m 08-10-2011 | Hitnotering: 09-07-2011 t/m 08-10-2011 | Hitnotering: 09-07-2011 t/m 08-10-2011 | Hitnotering: 09-07-2011 t/m 08-10-2011 | Hitnotering: 09-07-2011 t/m 08-10-2011 | Hitnotering: 09-07-2011 t/m 08-10-2011 | Hitnotering: 09-07-2011 t/m 08-10-2011 | Hitnotering: 09-07-2011 t/m 08-10-2011 | Hitnotering: 09-07-2011 t/m 08-10-2011 |
| Week:                                  | 1                                      | 2                                      | 3                                      | 4                                      | 5                                      | 6                                      | 7                                      | 8                                      | 9                                      | 10                                     | 11                                     | 12                                     | 13                                     | 14                                     |                                        |
| -------------------------------------- | -------------------------------------- | -------------------------------------- | -------------------------------------- | -------------------------------------- | -------------------------------------- | -------------------------------------- | -------------------------------------- | -------------------------------------- | -------------------------------------- | -------------------------------------- | -------------------------------------- | -------------------------------------- | -------------------------------------- | -------------------------------------- | -------------------------------------- |
| Positie:                               | 34                                     | 33                                     | 32                                     | 32                                     | 28                                     | 25                                     | 16                                     | 20                                     | 20                                     | 21                                     | 19                                     | 12                                     | 20                                     | 28                                     | uit                                    |

### NederlandseSingle Top 100
| Hitnotering: 04-06-2011 t/m 08-10-2011 | Hitnotering: 04-06-2011 t/m 08-10-2011 | Hitnotering: 04-06-2011 t/m 08-10-2011 | Hitnotering: 04-06-2011 t/m 08-10-2011 | Hitnotering: 04-06-2011 t/m 08-10-2011 | Hitnotering: 04-06-2011 t/m 08-10-2011 | Hitnotering: 04-06-2011 t/m 08-10-2011 | Hitnotering: 04-06-2011 t/m 08-10-2011 | Hitnotering: 04-06-2011 t/m 08-10-2011 | Hitnotering: 04-06-2011 t/m 08-10-2011 | Hitnotering: 04-06-2011 t/m 08-10-2011 | Hitnotering: 04-06-2011 t/m 08-10-2011 | Hitnotering: 04-06-2011 t/m 08-10-2011 | Hitnotering: 04-06-2011 t/m 08-10-2011 | Hitnotering: 04-06-2011 t/m 08-10-2011 | Hitnotering: 04-06-2011 t/m 08-10-2011 | Hitnotering: 04-06-2011 t/m 08-10-2011 | Hitnotering: 04-06-2011 t/m 08-10-2011 | Hitnotering: 04-06-2011 t/m 08-10-2011 | Hitnotering: 04-06-2011 t/m 08-10-2011 | Hitnotering: 04-06-2011 t/m 08-10-2011 |
| Week:                                  | 1                                      | 2                                      | 3                                      | 4                                      | 5                                      | 6                                      | 7                                      | 8                                      | 9                                      | 10                                     | 11                                     | 12                                     | 13                                     | 14                                     | 15                                     | 16                                     | 17                                     | 18                                     | 19                                     |                                        |
| -------------------------------------- | -------------------------------------- | -------------------------------------- | -------------------------------------- | -------------------------------------- | -------------------------------------- | -------------------------------------- | -------------------------------------- | -------------------------------------- | -------------------------------------- | -------------------------------------- | -------------------------------------- | -------------------------------------- | -------------------------------------- | -------------------------------------- | -------------------------------------- | -------------------------------------- | -------------------------------------- | -------------------------------------- | -------------------------------------- | -------------------------------------- |
| Positie:                               | 98                                     | 80                                     | 98                                     | 89                                     | 86                                     | 76                                     | 70                                     | 64                                     | 64                                     | 58                                     | 28                                     | 56                                     | 50                                     | 55                                     | 44                                     | 51                                     | 58                                     | 72                                     | 82                                     | uit                                    |

### VlaamseUltratop 50
| Positie: | 42 | 41 | 39 | 43 | 45 | 41 | uit | 46 | uit |